# Скульптурна композиція «Товстий і тонкий» (Таганрог)
Скульптурна композиція «Товстий і тонкий» — пам'ятник у місті Таганрог Ростовської області (Росія), що зображає героїв оповідання А. П. Чехова «Товстий і тонкий». Композицію було відкрито в 2010 році. Автор — скульптор Давид Бєгалов.

## Історія
Оповідання «Товстий і тонкий», що відноситься до раннього періоду творчості письменника, було написане А. П. Чеховим в 1883 році. У творі описується зустріч двох друзів-однокласників на вокзалі Миколаївської залізниці. Один з них, Михайло, зображений товстою, дебелою, задоволеною життям людиною. Інший приятель, Порфирій, описаний Чеховим як тонкий, худий, весь у турботах про дружину й сина. В розмові приятелів з'ясовується, що Порфирій працює колезьким асесором (цивільний чин VIII класу в Табелі про ранги), вирізає з дерева портсигари і потайки їх продає. Михайло ж — таємний радник (цивільний чин 4-го класу в Табелі про ранги, що відповідає чину генерал-лейтенанта в армії і віце-адмірала у флоті).
Після з'ясування суспільного становища поведінка Порфирія змінилася. Чехов пише, що
|  | Тонкий раптом зблід, скам'янів, але швидко його обличчя скривилося в усі сторони широкою посмішкою; здавалося, що від обличчя і очей йому посипалися іскри. Сам він зіщулився, згорбився, звузився.Оригінальний текст (рос.) Тонкий вдруг побледнел, окаменел, но скоро лицо его искривилось во все стороны широчайшей улыбкой; казалось, что от лица и глаз его посыпались искры. Сам он съежился, сгорбился, сузился... |

Порфирій не зміг перемогти властиве йому чиношанування. В оповіданні Чехов показує вплив на поведінку людей займаного ними соціального положення в суспільстві і пов'язаних з цим стереотипів мислення.
Зустріч приятелів показана в скульптурній композиції пам'ятника «Товстий і тонкий», відкритого 13 травня 2010 року в місті Таганрог у Гоголівському провулку біля музею «Лавка Чехових». Пам'ятник виконаний з бронзи і встановлений на низькому п'єдесталі. На ньому представлені приятелі Михайло і Порфирій, дружина і син останнього. Незважаючи на те, що в оповіданні немає опису зовнішності героїв, ростовський скульптор Давид Бєгалов зобразив суспільне становище героїв в їх позах. Маленький, по-рабськи улесливий, догідливий чиновник зображений у зігнутій позі, що засвідчує шанобливість і повагу, поза таємного радника в добротному костюмі з тростиною в руках демонструє впевненість і задоволення після ситного обіду в ресторані. Син і дружина Порфирія із зацікавленості прислухаються до розмови колишніх приятелів.